# Scamboneura sumatrensis
Scamboneura sumatrensis är en tvåvingeart som beskrevs av Alexander 1937. Scamboneura sumatrensis ingår i släktet Scamboneura och familjen storharkrankar. Inga underarter finns listade i Catalogue of Life.